# لورانس واشنطن (1602 - 1653)
لورانس واشنطن (1602 - 21 يناير 1653) كان قس إنجليزي و الجد الثاني للرئيس الأمريكي جورج واشنطن.

## العائلة
ولد واشنطن عام 1602. وهو الابن الخامس للورانس واشنطن (1565-1616) والدته هي مارجريت بتلر (المتوفى 16 مارس 1651) ، وهو حفيد روبرت واشنطن (1544 - 1619) و إيليزابيث ليت. كان لورانس ينتمي إلى عائلة من طبقة النبلاء.
كان للورانس واشنطن سبعة إخوان هم: روبرت واشنطن، السير جون واشنطن، السير ويليام واشنطن، ريتشارد واشنطن، توماس واشنطن، غريغوري واشنطن، و جورج واشنطن و تسعة أخوات هن: إيليزابيث واشنطن، جوان واشنطن، مارغريت واشنطن، أليس واشنطن، فرانسيس واشنطن، ٱمي واشنطن، لوسي واشنطن، باربرا واشنطن، و جان واشنطن.